# نقشه توپولوژی

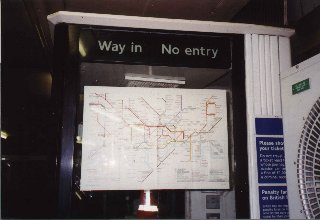
نقشه توپولوژی متروی لندن

نقشهٔ توپولوژیک در نقشه‌نگاری و زمین‌شناسی نقشه‌ای است که ساده شده‌است و تنها جزئیات حیاتی در نقشه موجود هستند و جزئیات نالازم از آن حذف شده‌اند.
در این نقشه‌ها مقیاس یا مسافت اهمیتی ندارد و فقط ارتباط بین نقاط در آن مهم هستند و برای نمونه نقشه متروی لندن یک نقشه توپولوژیک است.